# Francisco Camilo
Francisco Camilo (ur. w 1615 w Madrycie, zm. w 1673 tamże) -  hiszpański malarz okresu baroku.
Był synem Włocha, ale urodził się i wychował w Madrycie. Pracował na dworze królewskim, malując liczne dzieła o tematyce religijnej. Jego obrazy odznaczają się ckliwą pobożnością, dramatycznym napięciem i bogatą gamą kolorystyczną. Współpracował z malarzem Juanem de Arellano malując postaci do kompozycji kwiatowych.

## Wybrane obrazy
- Hołd Trzech Króli -  83 x 119 cm, Muzeum Sztuk Pięknych w Bilbao,
- Madonna z Dzieciątkiem i świętymi -  ok. 1660, 194 x 139 cm, Prado, Madryt
- Męczeństwo św. Bartłomieja -  1651, 205 x 249 cm, Prado, Madryt
- Nawrócenie św. Pawła -  Museo Provincial, Segowia
- Śmierć św. Pawła Pustelnika -  263 x 178 cm, Prado, Madryt
- Św. Hieronim dręczony przez aniołów -  205 x 248 cm, Prado, Madryt
- Święta Rodzina -  157 x 120 cm, Prado, Madryt
- Wniebowzięcie Marii -  1666, 74 x 59 cm, Ermitaż, Sankt Petersburg